# Aegir (satèl·lit)
Aegir, també conegut com a Saturn XXXVI (designació provisional S/2004 S 10), és un satèl·lit natural de Saturn. La seva descoberta fou anunciada per Scott S. Sheppard, David C. Jewitt, Jan Kleyna i Brian G. Marsden el 4 de maig del 2005 a partir d'observacions fetes entre el 12 de desembre del 2004 i l'11 de març del 2005.
Aegir té uns 6 quilòmetres de diàmetre i orbita Saturn en una distància mitjana de 19.618 Mm en 1025,909 dies, amb una inclinació de 167° respecte a l'eclíptica (140° respecte a l'equador de Saturn), en direcció retrògrada i amb una excentricitat orbital de 0,237.
Va ser anomenat l'abril del 2007 en honor d'Aegir, un gegant de la mitologia nòrdica, fill de Fornjót i germà de Logi i Kari.